# Diian Dòntxev Ànguelov
|  | No s'ha de confondre amb Diian Dòntxev, jugador de l'Spartak de Varna. |

Diian Dòntxev Ànguelov (búlgar Диян Дончев Ангелов), habitualment transcrit com a Diyan Donchev (Razagrade, Bulgària, 17 d'octubre de 1964) és un exfutbolista búlgar, que jugava en la posició de migcampista. Va militar a diversos clubs del seu país, així com a equips de la competició espanyola i estatunidenca.

## Equips
- 81/90 Dunav Rousse
- 90/92 Slavia Sofia
- 91/93 CA Osasuna
- 93/94 Levski Sofia
- 94/96 Lokomotiv Sofia
- 95/97 Slavia Sofia
- 96/97 Richmond
- 97/99 Virginia Beach